# Alexis de La Grange
Alexis Aimé Charles Louis de La Grange  né le 4 avril 1825 à Douai (Nord) et mort le 11 février 1917 à Sebourg (Nord) est un homme politique français.

## Biographie
Fils du colonel Prosper de Lagrange, il entre à l'École polytechnique en 1844 et quitte l'armée dès 1847 pour se consacrer à l'exploitation de ses propriétés et devenir vice-président de la Compagnie des mines d'Anzin. 
Il est député du Nord de 1871 à 1876, inscrit à la réunion des Réservoirs et au cercle Colbert et de 1877 à 1881, siégeant à la droite légitimiste, avec les monarchistes.
Gendre d'Adolphe de La Coste, il est le grand-père d'Amaury de La Grange.
Il est aussi l'auteur de photographies de l'Inde entre 1849 et 1851.

## Galerie

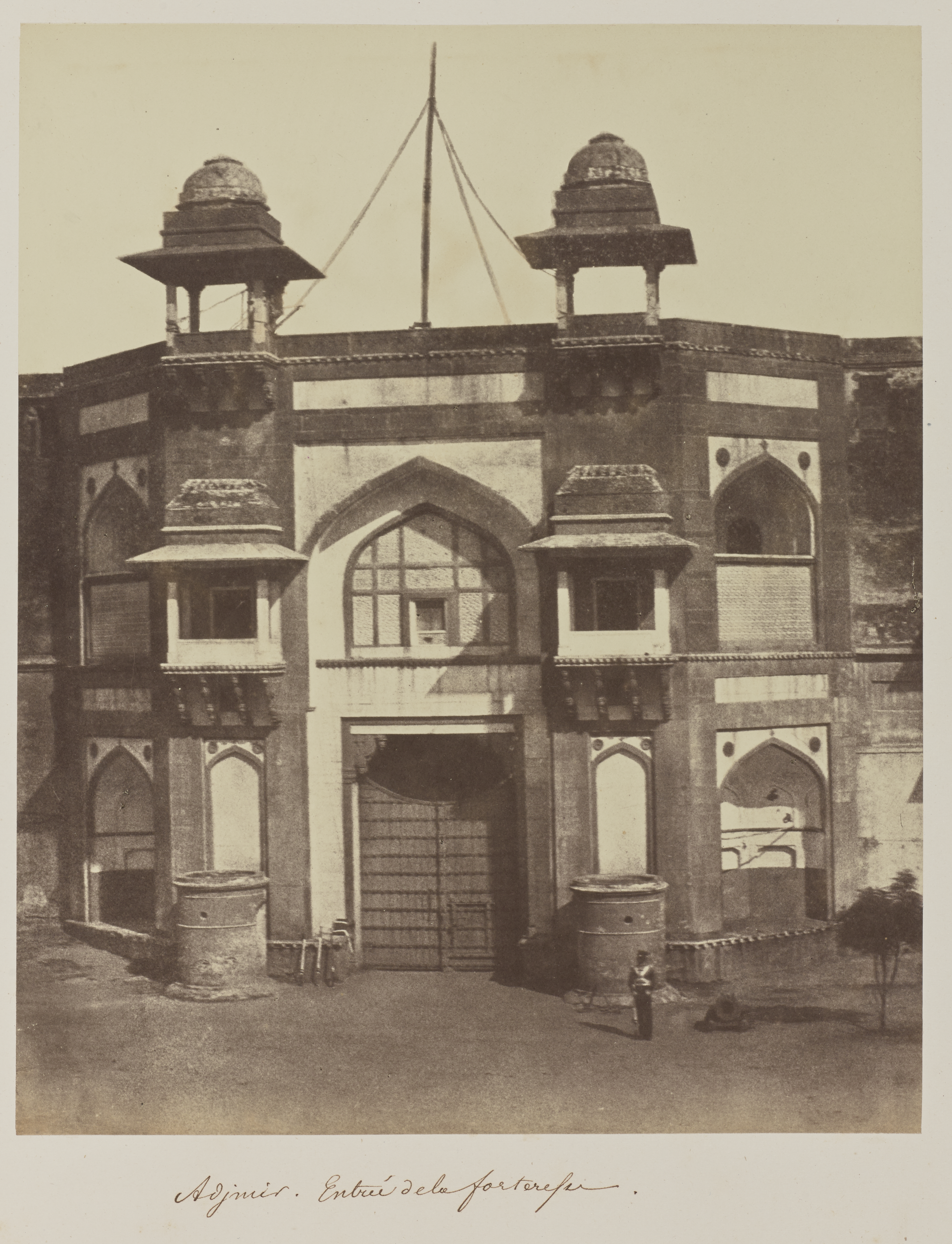
Ajmer, Entrée de la forteresse
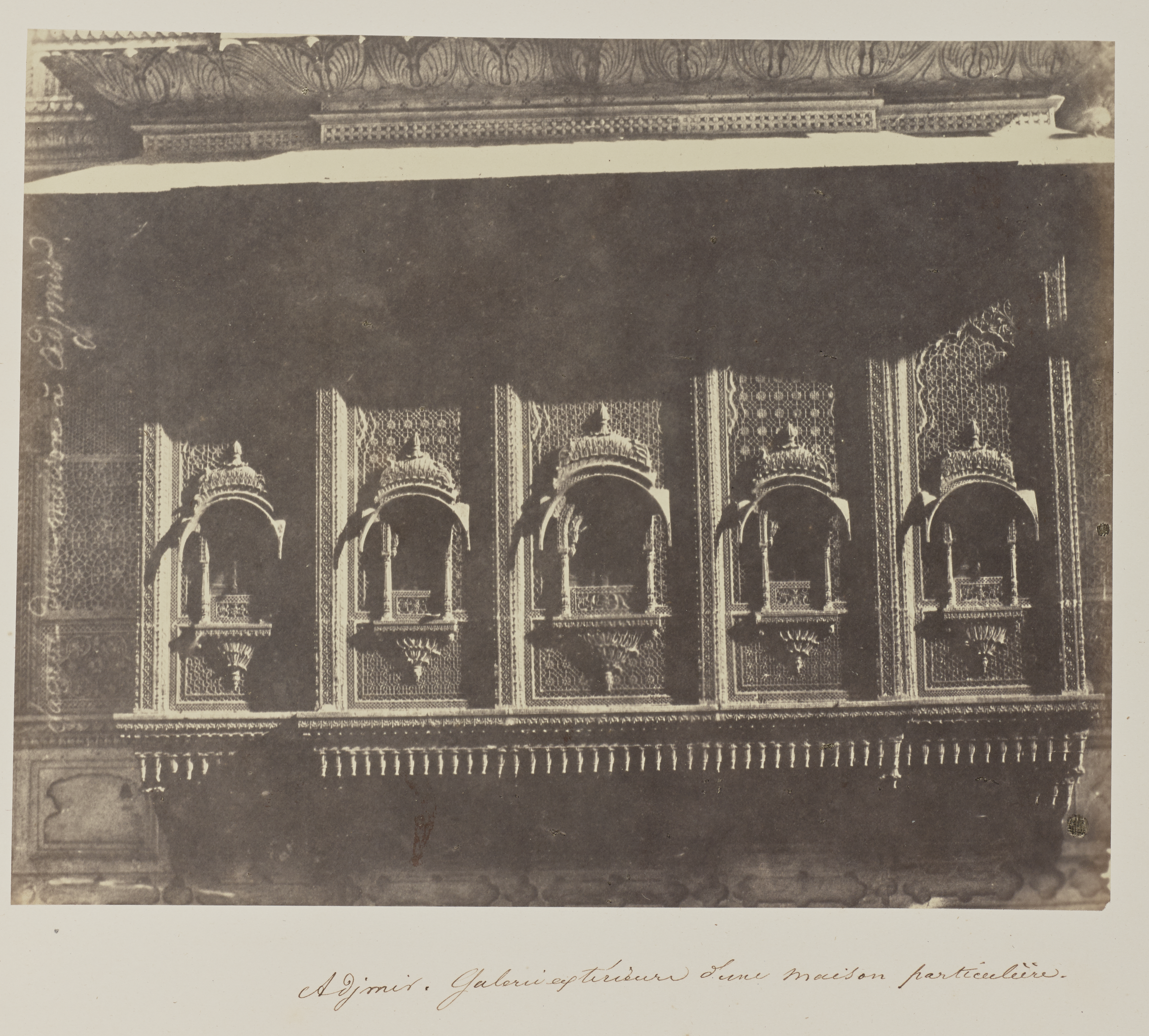
Ajmer, Galerie extérieure d'une maison particulière
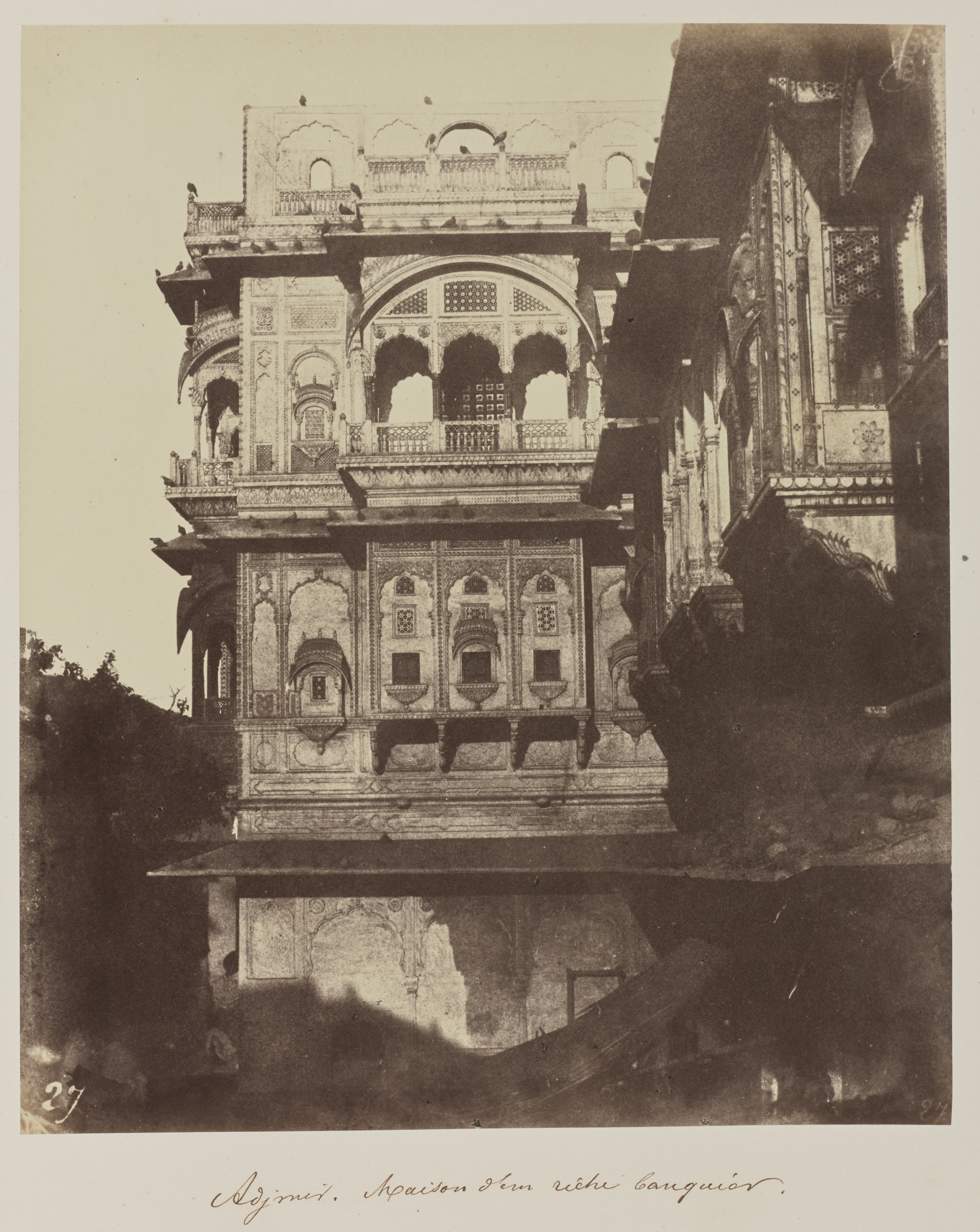
Ajmer, Maison d'un riche banquier
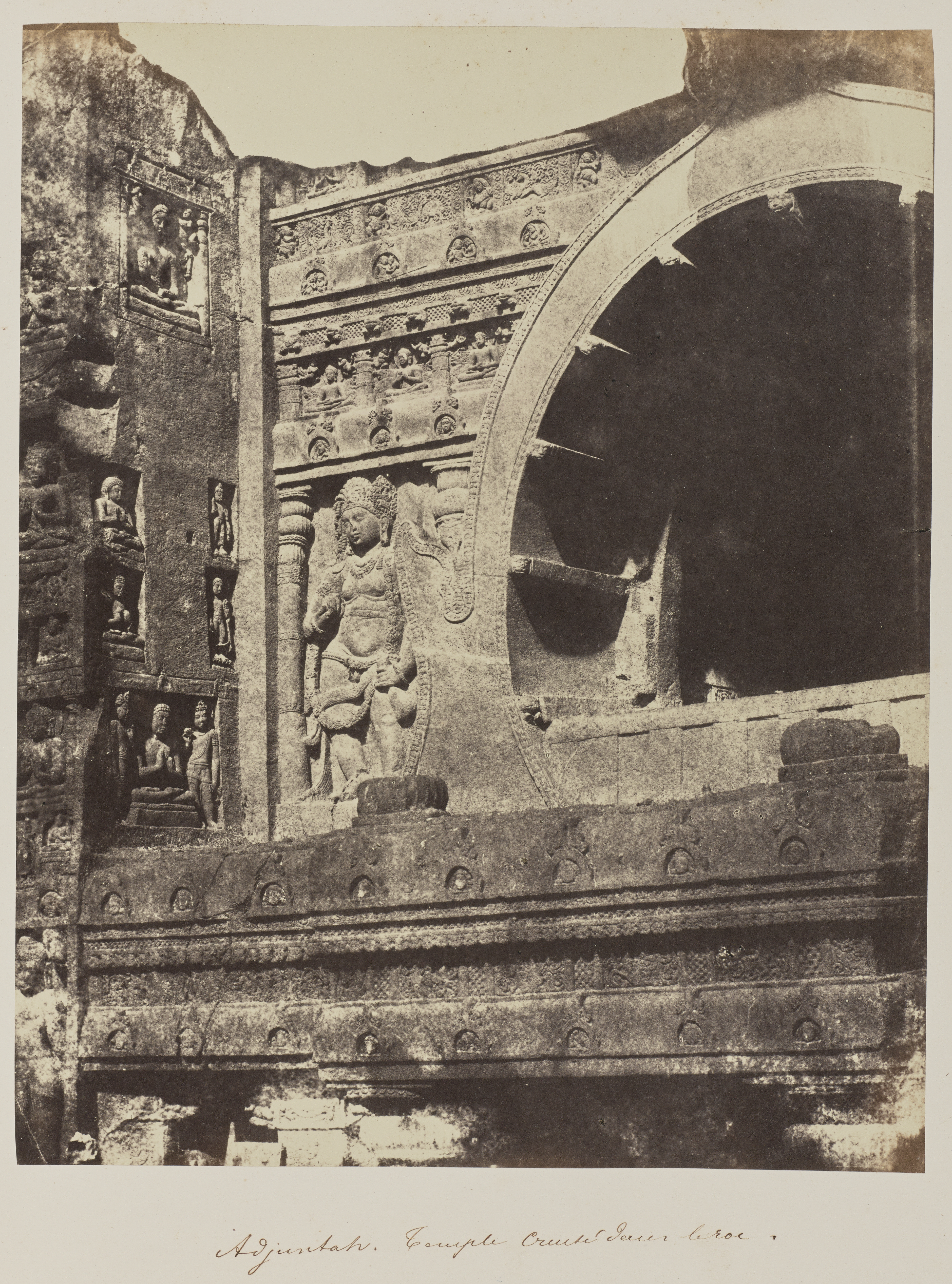
Ajanta, Temple sculpté dans le roc

## Sources
- « Alexis de La Grange », dans Adolphe Robert et Gaston Cougny, Dictionnaire des parlementaires français, Edgar Bourloton, 1889-1891 [détail de l’édition]